# Sejm zwyczajny 1626
Sejm 1626 – sejm zwyczajny I Rzeczypospolitej został zwołany 7 grudnia 1625 roku do Warszawy. 
Sejmiki przedsejmowe w województwach odbyły się w grudniu 1625 roku. Marszałkiem sejmu obrano Jakuba Sobieskiego wojewodę lubelskiego. Sejm obradował od 27 stycznia do 10 marca 1626 roku. 
Na sejmie spierano się o liczne egzorbitancje (postulaty naprawy złych urządzeń), na które król Zygmunt III Waza odpowiadał z reguły negatywnie. Ich załatwianie odciągało sejm od podejmowania spraw zasadniczych, z których niewiele weszło w skład sejmowego ustawodawstwa.